# Társadalmi innováció
A társadalmi innováció definíciója a nemzetközi szakirodalomban nem egységes, ezért a magyar Társadalmi Innovációs Nemzeti Laboratórium (TinLab) a következő meghatározásra tett javaslatot 2021-ben:
"A társadalmi innováció: olyan új vagy továbbfejlesztett folyamat, amely társadalmi szükségletek újszerű megoldásának létrehozását célozza meg, vagy társadalmi részvétel, gyakorlatok, kapcsolatok és viselkedési formák új kombinációja révén fejleszt megoldásokat. A társadalmi innováció fontos feladata a termék és üzleti folyamat innovációs eredmények társadalmi elterjesztésének támogatása is. A társadalmi innováció a többi innovációtípus komplementer folyamataként értelmezhető."

## A definíció-javaslat háttere
Magyarországon a tudományos kutatásról, fejlesztésről és innovációról külön jogszabály rendelkezik. A TinLab munkacsoportja kidolgozta és kezdeményezte a definíció beemelését a vonatkozó jogszabályba. A jogalkotó számára javaslatként azt is megfogalmazták, hogy a  2014. évi LXXVI. törvény 3§   6. pontjának c. alpontjaként kerüljön be a jogszabályba a társadalmi innováció meghatározása.

## Külső hivatkozások és források
1. ELTE Társadalmi Innovációs Nemzeti Labor
2. Társadalmi innovációs Fehér Könyv
3. A SozialMarie szervezet meghatározása a társadalmi innovációról
4. Kovács Erika – Németh Orsolya: A társadalmi innovációk sikertényezőinek alkalmazási lehetőségei a magyarországi telemedicina fejlesztésekre (Gazdaság & Társadalom / Journal of Economy & Society 15 (33) (2022) 1, 47–66.)
5. HÁRFA Alapítvány, TinLab mentorhálózat

1. ↑  014. évi LXXVI. törvény a tudományos kutatásról, fejlesztésről és innovációról. (Hozzáférés: 2023. október 8.)